# Geospiza
Genre
Le genre Geospiza regroupe six espèces de passereaux appartenant à la famille des Thraupidae.

## Liste des espèces
D'après la classification de référence du Congrès ornithologique international (ordre phylogénique) :
- Geospiza fuliginosa Gould, 1837 — Géospize fuligineux
- Geospiza difficilis Sharpe, 1888 — Géospize à bec pointu
- Geospiza acutirostris Gould, 1837 — Géospize fuligineux
- Geospiza septentrionalis Sharpe, 1888 — Géospize à bec pointu
- Geospiza conirostris Ridgway, 1890 — Géospize à bec conique
- Geospiza propinqua Ridgway, 1894 — Géospize voisin
- Geospiza magnirostris Gould, 1837 — Géospize à gros bec
- Geospiza scandens (Gould, 1837) — Géospize des cactus
- Geospiza fortis Gould, 1837 — Géospize à bec moyen